# Radio Toruń
Radio Toruń – lokalna stacja radiowa z siedzibą w Toruniu.

## Historia
Rozgłośnia powstała jesienią 1992 roku jako Radio Toruń, nadając program o charakterze lokalnym. 30 czerwca 2003 roku stacja została włączona do sieci Gold FM należącej do Grupy Radiowej Time i przyjęła nazwę „Radio Toruń 96,7 Gold FM”. Pod koniec 2007 roku, na wniosek nadawcy, Krajowa Rada Radiofonii i Telewizji wydała zgodę na zmianę nazwy nadawanego programu na „Radio Vox FM Toruń”. 7 czerwca 2008 roku o północy rozgłośnia rozpoczęła działalność pod marką Vox FM. 1 września 2009 roku rozgłośnię przekształcono w lokalną stację sieci Radio Wawa.
Pod koniec 2019 roku Krajowa Rada Radiofonii i Telewizji przyznała koncesję Radiu Toruń spółce Polskie Lokalne Media na multipleksie DAB+. Radio to rozpocznie swoją działalność na początku 2020 roku.